# Agdistis symmetrica
Agdistis symmetrica là một loài bướm đêm thuộc họ Pterophoridae. Nó được tìm thấy ở Malta và Tunisia.
Sải cánh dài khoảng 20 mm.